# Jonathan Goldstein (cineasta)
Jonathan Michael Goldstein (Nova Iorque, 2 de setembro de 1968) é um diretor de cinema, roteirista e produtor de televisão. Ele escreveu para inúmeras sitcoms, incluindo The PJ's, estrelado por Eddie Murphy, The Geena Davis Show, Good Morning Miami, Four Kings e The New Adventures of Old Christine.
Ele é conhecido no cinema por seu trabalho colaborativo com John Francis Daley como uma dupla de cineastas, que ele conheceu no The Geena Davis Show. A dupla trabalhou em vários projetos juntos. O trabalho de Daley e Goldstein foi predominantemente no gênero de comédia, onde foram coroteiristas de Horrible Bosses (2011), The Incredible Burt Wonderstone (2013), Horrible Bosses 2 (2014) e também escreveram e dirigiram o quinto filme da série de filmes National Lampoon's Vacation, Vacation (2015). A dupla recebeu créditos de coroteiristas em Homem-Aranha: De Volta ao Lar (2017) com outros roteiristas, que foi recebido como um sucesso crítico e financeiro, e codirigiram a comédia negra de 2018, Game Night, que também teve sucesso crítico e financeiro.

## Vida pessoal
Nascido na cidade de Nova York, Goldstein mudou-se para Beachwood, Ohio, em 1980, onde se formou na Beachwood High School em 1986. Frequentou a Universidade de Michigan e depois a Harvard Law School, graduando-se em 1995. Trabalhou por dois anos como advogado corporativo no escritório de Jones, Day, Reavis & Pogue em Nova York. Goldstein vive em Los Angeles com sua esposa, a romancista Adena Halpern, com quem se casou em 2007.

## Carreira
Achando a profissão de advogado menos do que satisfatória, mudou-se para Los Angeles em 1998 para seguir carreira como escritor de comédia. Pouco tempo depois, ele começou a escrever para comédias de rede de televisão e, eventualmente, filmes.
Em 2007, em colaboração com seu parceiro de escrita, John Francis Daley, Goldstein vendeu seu primeiro roteiro de filme, The $ 40.000 Man, para a New Line Cinema. Desde a primeira venda, Goldstein e Daley estiveram envolvidos em vários outros projetos, incluindo Hours of Fun, The Incredible Burt Wonderstone, estrelado por Steve Carell e Jim Carrey, Call of the Wild para Steven Spielberg e a DreamWorks , e uma adaptação do documentário Of All the Things para a Warner Bros., também com Steve Carell definido para interpretar o papel principal. Horrible Bosses, da New Line, escrito por Goldstein e Daley, foi lançado em 8 de julho de 2011 e arrecadou mais de US$ 200 milhões mundialmente. Em 2011, a equipe foi contratada para reescrever a sequência do filme de animação, Cloudy with a Chance of Meatballs.
Goldstein e Daley coescreveram e dirigiram seu roteiro para Vacation, uma continuação do filme de comédia de 1983, National Lampoon's Vacation. Ed Helms interpretou o adulto Rusty Griswold. O filme arrecadou US$ 104 milhões em bilheteria mundial com um orçamento de US$ 32 milhões.
Goldstein e Daley escreveram o roteiro do filme de 2017, Homem-Aranha: De Volta ao Lar, e ambos foram considerados para dirigir antes de Jon Watts ser contratado.
Goldstein e Daley dirigiram a comédia negra de 2018, Game Night, baseada em um roteiro de Mark Perez. O filme, estrelado por Jason Bateman e Rachel McAdams, ganhou uma série de críticas positivas por seu roteiro inteligente e atuações enérgicas, e arrecadou US$ 117 milhões na bilheteria mundial, contra um orçamento US$ 37 milhões. Embora não tenham recebido crédito de escrita, mais tarde eles disseram que reescreveram "quase todo o diálogo do roteiro original, revisando totalmente os personagens, mais notavelmente um policial assustador interpretado por Jesse Plemons. E retrabalharam de forma abrangente o terceiro ato do roteiro original".
Em 2018, foi anunciado que a dupla de cineastas dirigiria uma adaptação cinematográfica de The Flash, da DC Comics, para o Universo Estendido da DC. Mas foi anunciado em julho que eles deixaram o projeto. Apesar disso, tanto Goldstein quanto Daley receberam o crédito de história ao lado da roteirista do filme, Christina Hodson.
Em 2019, foi anunciado que Goldstein e Daley estavam em negociações para dirigir o reboot de Dungeons & Dragons (2023). Em janeiro de 2020, foi anunciado que, além de dirigir, eles escreveriam o roteiro.

## Filmografia (ComJohn Francis Daley)
| Ano  | Título                             | Diretor | Escritor |
| ---- | ---------------------------------- | ------- | -------- |
| 2011 | Quero Matar Meu Chefe              | Não     | Sim      |
| 2013 | O Incrível Mágico Burt Wonderstone | Não     | Sim      |
| 2013 | Tá Chovendo Hambúrguer 2           | Não     | Sim      |
| 2014 | Quero Matar Meu Chefe 2            | Não     | História |
| 2015 | Férias Frustradas                  | Sim     | Sim      |
| 2017 | Homem-Aranha: De Volta ao Lar      | Não     | Sim      |
| 2018 | A Noite do Jogo                    | Sim     | Não      |
| 2021 | Amizade de Férias                  | Não     | Sim      |
| 2023 | Dungeons & Dragons                 | Sim     | Sim      |
| 2023 | The Flash                          | Não     | História |

Curtas-metragens
| Ano  | Título         | Diretor | Escritor |
| ---- | -------------- | ------- | -------- |
| 2001 | What Babies Do | Sim     | Não      |
| 2011 | Audio Tour     | Sim     | Sim      |

Televisão
| Ano  | Título                     | Diretor | Escritor | Notas                                                   |
| ---- | -------------------------- | ------- | -------- | ------------------------------------------------------- |
| 2011 | Bones - Sempre em Medicina | Não     | Sim      | Episódio "The Truth in the Myth"                        |
| 2019 | No Escuro                  | Sim     | Sim      | Episódio "All About the Benjamin"; Produtor consultante |
| 2021 | Welcome to Georgia         | Não     | Sim      |                                                         |

## Ligações-externas
Jonathan Goldstein. no IMDb.